# Pedro Paredes
Pedro Paredes Salvador (Huaral, 29 de agosto de 1962 - Lima, 14 de abril de 2011) fue un futbolista peruano que jugaba como defensa central. También fue entrenador del Unión Huaral el 2001.

## Trayectoria
Toronjo Paredes inició su carrera en Unión Huaral el año 1979 cuando comienza a disputar sus primeros partidos en la primera división. 
En el conjunto naranjero permaneció toda su extensa carrera llegando a campeonar en primera el año 1989 y obteniendo el título de segunda los años 1992 y 1994.
Se retiró del fútbol en 1997 regresando brevemente a la actividad el año 2001 para salvar la permanencia en segunda división del club de toda su vida desempeñándose como técnico-jugador.
Falleció el 14 de abril del 2011 a la edad de 48 años, víctima de cáncer.

## Clubes
| Club         | País | Año               |
| ------------ | ---- | ----------------- |
| Unión Huaral | Perú | 1979 - 1997, 2001 |

## Palmarés

### Campeonatos nacionales
| Título           | Club         | País | Año  |
| ---------------- | ------------ | ---- | ---- |
| Campeón Nacional | Unión Huaral | Perú | 1989 |
| Segunda División | Unión Huaral | Perú | 1992 |
| Segunda División | Unión Huaral | Perú | 1994 |